# Twenty One Pilots
Twenty One Pilots (stilizovano kao twenty øne piløts ili twenty |  | ; transkr.  Tventi oun pajlots) je američki muzički duo iz Kolambusa, država Ohajo. Grupu čine Tajler Džozef i Džoš Dan. Planetarni uspeh grupa je doživela albumom „Blurryface”, posebno pesmama sa albuma „Stressed Out” i „Heathens”.

## Albumi
- Twenty One Pilots (2009)
- Regional at Best (2011)
- Vessel (2013)
- Blurryface (2015)
- Trench (2018)
- Scaled And Icy (2021)
- Clancy (2024)

## Spoljašnje veze
- Zvanični veb-sajt
- Twenty One Pilots na sajtu  (jezik: engleski)